# Retinitis pigmentosa
Retinitis pigmentosa eller RP är ett samlingsnamn på ett hundratal ärftliga sjukdomar som drabbar näthinnan. Sjukdomen och graden av synskada varierar avsevärt mellan och inom familjer. Man tror att det finns mellan 3 000 och 4 000 personer med ärftlig näthinnesjukdom i Sverige. RP är den vanligaste orsaken till grav synskada i yrkesverksam ålder i Sverige.[källa behövs]
Retinitis är latin och betyder att den berörda hinnan näthinnan förlorar pigment. RP  är inte någon inflammation utan en degeneration, det sker en fortlöpande förstörelse av syncellerna, i första hand stavarna och sedan även tapparna. Ordet pigmentosa kommer av att det hos de flesta med RP bildas pigmentklumpar i ögonbotten.

## Symptom
Symptomen kan variera men de synproblem som upptäcks först är i regel:
- Nattblindhet, nedsatt förmåga att se i svagt ljus och mörker. Det är stavarna som vi ser med i skymningen och det är oftast deras funktion som först försämras.
- Ökad bländningsbenägenhet. Ögat har allt svårare att ställa om sig från ljus till mörker och tvärtom.
- Fläckvis synnedsättning. Tapparna, de synceller som styr vårt färg-, dag- och detaljseende, förstörs i regel efter stavarna. Då får man först små fläckar med dålig syn i synfältet. Dessa fläckar blir med tiden större. Till slut kanske bara det centrala synfältet återstår. Då har sidoseendet försvunnit.

Synförlusten resulterar till sist i att enbart centrala synfältet återstår, och kan leda hela vägen till fullkomlig blindhet. Ledsynen har gått förlorad och RP utgör därmed ett mycket allvarligt synhandikapp.

## Prognos och behandling
En ögonläkare kan oftast konstatera RP, men för att veta exakt vilken typ det rör sig om behövs en specialistutredning.
Rätt diagnos är viktig eftersom sjukdomens utveckling kan variera högst väsentligt. Vissa RP-typer ger grav synskada medan andra är mer stabila. Någon effektiv behandling av RP-sjukdomarna finns ännu inte men rätt diagnos ger bättre förutsättningar till en korrekt habilitering.
Resultaten från en tidigare amerikansk studie har visat att synnedgången hos vissa RP-former möjligen kan bromsas med A-vitaminer. Därför ges doser av A-vitamin i kapslar eller droppar till somliga med RP. Doserna är inte så stora, 15 000 IE per dag, men man är försiktigt vid behandling av gravida och leversjuka. Barn behandlas enbart efter samråd med en barnläkare. 
Att fastställa hur sjukdomen går i arv kan bland annat ha betydelse när det gäller att fastställa hur omfattande synskadan kommer att bli. Med hjälp av kombination av elektroretinogram (ERG), synundersökning och DNA-test kan man idag lättare klarlägga vilken form av RP som föreligger. Vid en genundersökning lämnar en person med RP eller en frisk anlagsbärare ett blodprov. I långt ifrån alla fall går det att få besked om vilken RP-typ man har och ej heller besked om hur omfattande synskadan kommer att bli.

## Orsaker
Man brukar säga att anledningen till RP är störd ämnesomsättning i ögats näthinna. [källa behövs] Det kan vara:
- Fel på de proteiner som deltar i processen att omvandla ljuset till en nervsignal
- Fel på de proteiner som bygger upp strukturen på tappar och stavar
- Fel på de enzymer som har att göra med cellens ämnesomsättning.

## Forskning
RP-forskningen är mycket intensiv och världsomspännande. Huvudspåren inom forskningen kan mycket kort beskrivas såhär:
- Transplantation av synceller och stamceller
- Att med genteknik fastställa var felet i ämnesomsättningen sitter
- Behandling med genterapi som skulle kunna vara en möjlig bot
- Att med mediciner försöka stoppa eller bromsa celldöden, förstörelsen av de ljuskänsliga syncellerna och tapparna.

Sedan många år pågår djurförsök med transplantationer av näthinneceller. Mekanismen bakom den celldöd som sker i ögat hos de flesta personer med RP sker möjligen genom apoptos - förutbestämd celldöd. En möjlig behandling i framtiden skulle då också kunna vara medicinering som stoppar celldöden.
Det finns flera sorters djur som har ögonsjukdomar som motsvarar RP hos människor. Därför pågår flera lovande experiment på försöksdjur.
Annan aktuell forskning med genterapi på försöksdjur pågår bland annat i USA. Nyligen publicerades en vetenskaplig artikel  om hur man framställt genetiskt modifierade grisar som utvecklar RP och därmed kan användas som modell för vidare forskning om just RP.
Genom internationellt samarbete försöker forskare hitta den genetiska defekten som finns hos varje enskild familj med RP. Detta är mycket viktigt då det på sikt kan leda till en behandling.